# Тобот
Тобот — река в России, протекает в Республике Дагестан. Устье реки находится в 62 км по левому берегу реки Аварское Койсу в селе Голотль. Длина реки составляет 26 км. На реке водопад в районе села Хунзах.

## Данные водного реестра
По данным государственного водного реестра России относится к Западно-Каспийскому бассейновому округу, водохозяйственный участок реки — Сулак от истока до Чиркейского гидроузла. Речной бассейн реки — Терек.
Код объекта в государственном водном реестре — 07030000112109300001039.